# James (motorfiets)
James is een Brits historisch merk van motorfietsen.
De bedrijfsnaam was: The James Cycle Co. Ltd., Gough Road, Greet, Birmingham

## Historie
| De James Model T-modellen waren in 1903 bijna identiek aan deze Minerva. |

### Jaren nul
Harold W. (Harry) James (1860-1905) werkte in een machinefabriek, maar rond 1883 besloot hij zijn eigen rijwielfabriek te beginnen: The James Cycle Co. Daarvoor kocht hij een voormalige beddenfabriek op Constitution Hill in Birmingham. Zijn James-fietsen waren zowel licht als stevig gebouwd en de zaken liepen vanaf het begin goed. Rond 1890 moest er al een groter pand op Sampson Road worden betrokken. In 1891 haalde Harry zijn vriend Charles Hyde als manager in het bedrijf. Harry James was toen al ziek. Samen met Charles Hyde vormde hij het bedrijf om tot het op 22 mei 1897 een naamloze vennootschap werd, met Hyde als directeur. James ging vanwege zijn ziekte een jaar later al met pensioen, hoewel hij wel nog adviseur op technisch gebied bleef, tot zijn dood in 1905. Hyde nam in 1902 Fred Kimberley in dienst. Hoewel nog jong, was Kimberley al in de leer geweest bij  Hillman, Herbert & Cooper Ltd.(Premier Cycles) en had hij gewerkt bij Hotchkiss, May & Meek, producenten van de Coventry-Eagle-motorfietsen met MMC-snuffelklepmotoren, feitelijk kopieën van de De Dion-Bouton snuffelklepmotor. Hij bleef directeur van James tot de overname door Associated Motor Cycles in 1950. De eigen Britse industrie was aan het begin van de 20e eeuw door de Red Flag Act nog niet aan haar motorontwikkeling begonnen. De eerste gemotoriseerde fietsen die Kimberley ontwikkelde werden dan ook aangedreven door inbouwmotoren van het Europese vasteland: Minerva-, Derby en FN.
Het eerste model had een Minerva-kop/zijklepmotor die aan de verstevigde voorste framebuis van een fiets werd gemonteerd. De aandrijving geschiedde echter niet op het voorwiel, maar via een riem naar het achterwiel. Later, toen de Nieuwe Wernermethode opgang deed maar door patenten niet gebruikt mocht worden, gebruikte men loop frames om de motor zo laag mogelijk in het frame te hangen.
De uitvinder Philip Louis Renouf, die vlakbij woonde, bood James een zeer bijzondere motorfiets aan, met enkelzijdige wielophanging en met de tanks voor olie en brandstof voor het balhoofd. De machine baarde veel opzien bij de motortentoonstelling van Londen in 1908, niet alleen vanwege de bijzondere wielophanging, maar ook vanwege de motor. Dat was een volledige kopklepmotor met een boring/slagverhouding van 86 x 90 mm en een cilinderinhoud van 522,8 cc. Deze motor was door James zelf ontwikkeld en gebouwd. In die tijd was Kimberley intussen toegetreden tot de raad van bestuur en was Selby Arter directeur geworden. De James-motorfietsen hadden als eerste trommelremmen met bronzen remschoenen. In latere versies had de machine alleen nog de olietank voor het balhoofd en de brandstoftank onder het zadel en in 1911 werd ook een parallellogramvork toegepast.
Terwijl de motorfietsen tot dat moment slechts een bijproduct van de fietsenfabriek waren geweest, werd in 1908 een nieuwe fabriek voor de motorfietsproductie gebouwd aan Gough Road in de wijk Greet.
James verklaarde haar afwezigheid van de markt in een persverklaring als volgt:
Between the year 1904 - when we last catalogued a Motor Cycle - and the present time, we have been steadily experimenting, testing, and perfecting the Motor Cycle made on entirely new principles, which we are now offering to the public. The design and equipment are entirely novel. Our Motor Cycle is not an adapted cycle with engine, tank, etc., attached, but is designed with a view to perfect comfort and control, the result of which is a well-balanced, carefully thought-out vehicle, which is most accurately described as the "One Track Car."
De James Safety-modellen verkochten niet goed genoeg en bleven slechts drie jaar in productie. In 1911 werden de laatste gebouwd.

#### Modellenoverzicht jaren nul
| James | 1902               | 1903                          | 1904          | 1905 | 1906 | 1907 | 1908 | 1909   |
| ----- | ------------------ | ----------------------------- | ------------- | ---- | ---- | ---- | ---- | ------ |
| Model | Model A en Model B | Model T 2 HP en Model T 2½ HP | Model T 2½ HP |      |      |      |      | Safety |

### Jaren tien
De jaren tien begonnen met de verbeterde Safety-modellen 1 en 2, maar al in 1911 werden meer conventionele motorfietsen gepresenteerd: het 558cc-Model 3 met riemaandrijving, het Model 4 met riemaandrijving met een variabele poelie, waardoor er twee versnellingen ontstonden en het Model 5 Tourist Trophy, een kaal (dus licht en sportief) model met riemaandrijving, maar zonder versnellingen en zonder de aanfietsinrichting (ketting en tandwielen). Deze 3½ HP-serie werd onmiddellijk uitgebreid en in de jaren 1913-1914 leverde James deze modellen al zonder versnellingen, met twee of drie versnellingen, als sportmodel, toermodel en zijspantrekker en in 1914 kwam er ook een sportieve V-twin, het James Model 7 Twin Solo 3½ HP, waarvan een raceversie in de TT van Man werd ingezet. In dat jaar verschenen ook de zwaardere 600cc-4½ HP-toermodellen annex zijspantrekkers. Toen een jaar later ook nog de lichte commuter Model 8 Lightweight verscheen kon James alle soorten klanten bedienen: forensen, sportieve rijders, toeristische rijders en zijspanrijders. James was dan ook een gerenommeerd merk geworden en was een van de weinigen die tijdens de Eerste Wereldoorlog mochten doorproduceren. De productie van civiele motorfietsen moest op last van het War Office (ook bij James) worden stilgelegd om materialen (staal en rubber) te sparen voor de oorlogsproductie, maar grote merken als James, AJS, Norton en P&M mochten motorfietsen leveren aan de Britse, Belgische, Franse en Russische troepen. In het geval van James werd voornamelijk munitie geproduceerd, maar een aangepaste versie van het Model 7 Twin Solo werd geleverd aan België en Rusland. In feite lag de civiele productie alleen in 1916 stil, want in 1917 waren het Model 8, het Model 7 Twin Solo en het Model 6 4½ HP alweer te koop. De vraag naar motorfietsen steeg na de oorlog enorm, niet in de laatste plaats omdat veel oorlogsveteranen juist door de oorlog kennis hadden gemaakt met gemotoriseerd transport. De productiemiddelen (alweer staal en rubber) waren echter schaars en de prijzen daardoor hoog. Aan het einde van de jaren tien verscheen het Model 9, een 662cc-V-twin, die de voorbode was van het zwaardere 750cc-Model 10. De 558cc-eencilinders (3½ HP) faseerden al in 1915 uit.

#### Modellenoverzicht jaren tien
| James           | 1910               | 1911                                             | 1912                                                                                      | 1913                                                                                              | 1914                                                                                | 1915                                      | 1916                                      | 1917                                      | 1918                                      | 1919                                      |                                           |
| --------------- | ------------------ | ------------------------------------------------ | ----------------------------------------------------------------------------------------- | ------------------------------------------------------------------------------------------------- | ----------------------------------------------------------------------------------- | ----------------------------------------- | ----------------------------------------- | ----------------------------------------- | ----------------------------------------- | ----------------------------------------- | ----------------------------------------- |
| Safety-modellen | Model 1 en Model 2 | Model 1 en Model 2                               |                                                                                           |                                                                                                   |                                                                                     |                                           |                                           |                                           |                                           |                                           |                                           |
| 225cc           |                    |                                                  |                                                                                           |                                                                                                   |                                                                                     | Model 8 Lightweight                       | Model 8 Lightweight                       | Model 8 Lightweight                       | Model 8 Lightweight                       | Model 8 Lightweight                       |                                           |
| 500cc           |                    | Model 3 1911 Model 4 1911 Model 5 Tourist Trophy | Free Engine Model Sidecar Model Standard Model Three Speed Model TT Model Two Speed Model | Free Engine Model Model 6 Sidecar Model Standard Model Three Speed Model TT Model Two Speed Model | Model 1 Model 2 Model 3 1914 Model 4 1914 Model 7 Twin Solo Model 7a Tourist Trophy | Model 7 Twin Solo Model 7a Tourist Trophy | Model 7 Twin Solo Model 7a Tourist Trophy | Model 7 Twin Solo Model 7a Tourist Trophy | Model 7 Twin Solo Model 7a Tourist Trophy | Model 7 Twin Solo Model 7a Tourist Trophy | Model 7 Twin Solo Model 7a Tourist Trophy |
| 600cc           |                    |                                                  |                                                                                           |                                                                                                   | Model 5 4½ HP Model 6 4½ HP                                                         | Model 5 4½ HP Model 6 4½ HP               | Model 6 4½ HP                             | Model 6 4½ HP                             | Model 6 4½ HP                             | Model 6 4½ HP                             |                                           |
| 660cc           |                    |                                                  |                                                                                           |                                                                                                   |                                                                                     |                                           |                                           |                                           |                                           | Model 9 5/6 HP                            |                                           |

### Jaren twintig
De fabriek brandde in 1920 af waardoor de productie twee jaar lang op een laag pitje stond. Toch was deze brand niet ongunstig voor James: de verzekering betaalde de wederopbouw van de fabriek en men had nog het geld dat de oorlogsproductie had ingebracht. Door de hyperinflatie van begin jaren twintig had James veel geld kunnen verliezen, maar omdat de productie stillag gebeurde dat niet. James begon aan deze periode met de 225cc-2¼ HP-modellen voor woon-werkverkeer, de 500cc- 3½ HP-modellen als sportmotoren, de 600cc-4½ HP-modellen als toermotoren en zijspantrekker en het 660cc-Model 9 5/6 HP als pure zijspantrekker. Complete zijspancombinaties werden geleverd in samenwerking met zijspanfabrikant Mead & Deakin, die eveneens in Birmingham gevestigd was. Ondanks de brand stond de ontwikkeling niet lang stil, want al in 1921 verscheen het 750cc-Model 10. In 1923 volgden de 350cc-modellen, waarvan het Model 18 in 1925 een kopklepmotor kreeg. In 1924 kwamen de 250cc-modellen, die in de jaren twintig alleen nog met zijklepmotor geleverd werden. In 1928 begon men samen te werken met tweetaktspecialist Villiers in Wolverhampton. Villiers leverde tweetaktmotoren voor allerlei doeleinden, maar vooral als inbouwmotor voor tientallen merken in het Verenigd Koninkrijk, op het Europese vasteland en in Australië. James kocht 175cc-Villiers-motoren om de sportieve 175cc-modellen te produceren, maar al in 1929 volgden de 200cc-modellen. De 4½ HP-modellen en het Model 10, de zwaarste modellen die James ooit leverde, waren intussen uit productie gegaan, evenals de lichte 2¼ HP-modellen. Dat was mede het gevolg van de opkomst van betaalbare auto's, zoals de Austin Seven. De beurskrach van 1929 zorgde ervoor dat de vraag naar dure en zware motorfietsen nog verder terugliep, maar James was feitelijk door te beginnen met de productie van lichte tweetakten al min of meer voorbereid op de Grote Depressie. Bovendien was de productie van fietsen nog steeds heel belangrijk, misschien wel winstgevender dan de motorfietsproductie.

#### Nieuwe type-aanduidingen
In 1929 begon James met nieuwe type-aanduidingen, gerelateerd aan het productiejaar. Alle machines kregen de naam "Model A", gevolgd door een getal. Deze getallen hielden echter geen enkel verband met de cilinderinhoud of de toepassingsmogelijkheden. De modellen A1 t/m A3 waren 500cc-modellen, de modellen A4 t/m A6 waren 350cc-modellen, Het model A7 was een 175cc-model, de modellen A8 en A9 waren 200cc-modellen en het model A10 een 500cc-speedwayracer.

#### Modellenoverzicht jaren twintig
| James | 1920                | 1921                | 1922                                     | 1923                 | 1924                         | 1925                        | 1926                        | 1927                        | 1928                               | 1929                                 |
| ----- | ------------------- | ------------------- | ---------------------------------------- | -------------------- | ---------------------------- | --------------------------- | --------------------------- | --------------------------- | ---------------------------------- | ------------------------------------ |
| 175cc |                     |                     |                                          |                      |                              |                             |                             |                             | Model 20 De Luxe Model 20 Standard | Model A7                             |
| 200cc |                     |                     |                                          |                      |                              |                             |                             |                             |                                    | Model A8 Model A9                    |
| 225cc | Model 8 Lightweight | Model 8 Lightweight | Model 8 Lightweight Model 8a Lightweight | Model 8a Lightweight | Model 8b Lightweight         |                             |                             |                             |                                    |                                      |
| 250cc |                     |                     |                                          |                      | Model 14                     | Model 17 Model 17a          | Model 17                    | Model 17                    |                                    |                                      |
| 350cc |                     |                     |                                          | Model 11 Model 11a   | Model 11 Model 11a           | Model 11 Model 11a Model 18 | Model 11 Model 11a Model 18 | Model 11 Model 11a Model 18 | Model 11 Model 11a Model 18        | Model A4 Model A5 Model A6           |
| 500cc | Model 7 Model 7a    | Model 7 Model 7a    | Model 7 Model 7a                         | Model 12             | Model 12                     | Model 12                    | Model 12                    | Model 12                    | Model 12                           | Model A1 Model A2 Model A3 Model A10 |
| 550cc |                     |                     |                                          |                      |                              | Model 19                    | Model 19                    | Model 19                    | Model 19                           |                                      |
| 600cc | Model 6 4½ HP       | Model 6 4½ HP       | Model 6 4½ HP                            |                      | Model 16 4½ HP               |                             |                             |                             |                                    |                                      |
| 660cc | Model 9 5/6 HP      |                     |                                          |                      |                              |                             |                             |                             |                                    |                                      |
| 750cc |                     | Model 10 7 HP       | Model 10 7 HP                            | Model 10 7 HP        | Model 10 7 HP Model 10a 7 HP | Model 10 7 HP               | Model 10 7 HP               | Model 10 7 HP               |                                    |                                      |

### Jaren dertig
James begon de jaren dertig met niet minder dan elf modellen: 500cc-V-twin-sportmodellen, een speedwayracer, 350cc-zij- en kopkleppers, 250cc-zijkleppers en tweetakten, 175- en 200cc-tweetakten. De economische crisis dwong het merk om de dure, zware viertaktmotor van lieverlee af te laten vloeien. In 1936 werden uitsluitend tweetakten geleverd in slechts vijf modellen: de 150cc-G15 en G16 Lightweight, de 200cc-G12 Lightweight, de 250cc-G7 en de 500cc-G2. In de jaren hierna werden steeds lichtere modellen toegevoegd: de 125cc-modellen in 1937 en de 98cc-modellen in 1938.

#### Overname van Baker
De economische crisis dwong Frank Baker om zijn bedrijf in 1930 te verkopen. Baker was ook gevestigd in Birmingham, vlak bij de James-fabriek, en hij had naam gemaakt met zijn "Precision" en "Beardmore-Precision"-inbouwmotoren. In de laatste jaren had hij echter Villiers-motoren gebruikt en zich vooral gericht op de ontwikkeling van frames en voorvorken. Door het bedrijf van Baker over te nemen kwam James in het bezit van het Baker Patent Duplex Frame en de Baker Patent (girder type)-voorvork. Frank Baker kwam in dienst van James tot zijn vertrek naar Associated Motor Cycles. James produceerde in 1930 nog ongeveer 4.000 Baker-motorfietsen, maar daarna verdween de merknaam "Baker". James leverde sommige modellen met een eigen tweetaktmotor, die was afgeleid van een Baker-motor.

#### Modellenoverzicht jaren dertig
| James  | 1930                                | 1931                         | 1932                       | 1933                | 1934                       | 1935                       | 1936                | 1937                | 1938                | 1939                |
| ------ | ----------------------------------- | ---------------------------- | -------------------------- | ------------------- | -------------------------- | -------------------------- | ------------------- | ------------------- | ------------------- | ------------------- |
| 98 cc  |                                     |                              |                            |                     |                            |                            |                     |                     | Model J17 Model J18 | Model K17 Model K18 |
| 125 cc |                                     |                              |                            |                     |                            |                            |                     | Model I17           | Model J17           | Model K17           |
| 150 cc |                                     |                              | Model D14 Model D15        | Model E15 Model E16 | Model F15 Model F16        | Model G15 Model G16        | Model H15 Model H16 | Model I15 Model I16 | Model J15 Model J16 | Model K15 Model K16 |
| 175 cc | Model B11                           | Model C10                    |                            |                     |                            |                            |                     |                     |                     |                     |
| 200 cc | Model B9 Model B10                  | Model C9 Model C11 Model C12 | Model D11 Model D12        | Model E12           | Model F12                  | Model G12                  | Model H12           | Model I12           | Model J12           | Model K12           |
| 250 cc | Model B7 Model B8                   | Model C5 Model C7 Model C8   | Model D5 Model D7 Model D8 | Model E7 Model E8   | Model F5 Model F7 Model F8 | Model G5 Model G7 Model G8 | Model H8 Model H9   | Model I8 Model I9   | Model J8 Model J9   | Model K8 Model K9   |
| 350 cc | Model B4 Model B5                   | Model C4                     | Model D4                   |                     |                            |                            |                     |                     |                     |                     |
| 500 cc | Model B1 Model B2 Model B3 Model B6 | Model C1 Model C2 Model C3   | Model D1 Model D2          | Model E2            | Model F2                   | Model G2                   |                     |                     |                     |                     |

### Jaren veertig
In 1940 was de productie door het uitbreken van de Tweede Wereldoorlog al grotendeels beëindigd. James leverde in dat jaar alleen nog 98cc-autocycles omdat ze nodig waren om werknemers naar de fabrieken te kunnen laten rijden. Verder maakte men voornamelijk munitie en vliegtuigonderdelen. Op 11 december 1940 werd de fabriek aan Gough Road gebombardeerd als onderdeel van de "Birmingham Blitz". Daardoor lag alle productie drie jaar stil. Pas in 1943 kon ze weer worden opgestart. Tijdens de oorlog bleek echter dat infanterie-eenheden behoefte hadden aan een lichte maar stevige motorfiets. Het James Model K17 kon met enige aanpassingen aan die eis voldoen. Zo ontstond in 1943 de James M.L. ("Military Lightweight"). Er werden er tot begin 1945 waarschijnlijk ongeveer 7.000 aan het War Department verkocht, maar de laatste bestelling (framenummers ML 7001 tot ML 10.000) werden afbesteld omdat het einde van de oorlog naderde. Vanaf 1945 werden de restanten van de militaire M.L. in "civiele" kleuren gespoten. Aanvankelijk was dat zwart met zilverkleurige tankflanken en goudkleurige biezen, vanaf de tweede helft van 1946 bordeauxrood met zilverkleurige tankflanken. Dit waren feitelijk nog steeds de militaire voorraden met opklapbare voetsteunen, draaibaar stuur en een cilindervormig gereedschapskastje. Vanaf 1947 vervielen deze elementen. De productie eindigde in 1948. De James M.L. werd opgevolgd door de James Cadet. In 1946 kon James de productie al uitbreiden met de autocycles waarmee men in 1940 geëindigd was. In 1949 werd de basis gelegd voor nieuwe series voor de jaren vijftig: de James 1F zou de James Comet worden, de James 10D Deluxe werd de James Cadet en de James 6E Deluxe werd de James Captain.

#### Modellenoverzicht jaren veertig
| James | 1940                                             | 1941 | 1942 | 1943 | 1944 | 1945 | 1946             | 1947             | 1948             | 1949                          |
| ----- | ------------------------------------------------ | ---- | ---- | ---- | ---- | ---- | ---------------- | ---------------- | ---------------- | ----------------------------- |
|       | Oorlogsproductie: Munitie en vliegtuigonderdelen |      |      |      |      |      |                  |                  |                  |                               |
| 98cc  | Model L18 Model L20                              |      |      |      |      |      | Autocycle Deluxe | Autocycle Deluxe | Autocycle Deluxe | Autocycle Deluxe 1F 1F Deluxe |
| 125cc |                                                  |      |      | M.L. | M.L. | M.L. | M.L.             | M.L.             | M.L.             | 10D Deluxe                    |
| 200cc |                                                  |      |      |      |      |      |                  |                  |                  | 6E Deluxe Trials              |

### Jaren vijftig

#### Associated Motor Cycles
In 1951 nam het AMC-concern James over en verliet Fred Kimberly na bijna vijftig jaar het bedrijf. AMC was in 1931 ontstaan toen Harry en Charlie Collier het bijna failliete AJS aan hun eigen merk Matchless toevoegden en Amalgamated Motor Cycles werd geboren. In 1937 kwam daar de (merknaam) Sunbeam bij, die werd gekocht van Imperial Chemical Industries, dat eigenaar van het merk was, maar niet veel aan de motorfietsproductie deed. Toen veranderde de naam in "Associated Motor Cycles". Sunbeam werd al snel weer doorverkocht, maar na de Tweede Wereldoorlog kregen de merken AJS en Matchless via badge-engineering vrijwel identieke modellen van 350- en 500 cc. Omdat AMC moest concurreren met de BSA-groep (BSA, Triumph, Sunbeam, Ariel en New Hudson) was er behoefte aan een veel breder modellenpallet en in 1947 nam men daarom ook Francis-Barnett over, vooral om meer lichte modellen te krijgen. Ook Francis-Barnett gebruikte de Villiers-tweetaktmotoren en toen James in 1951 werd toegevoegd gingen ook de lichte modellen sterk op elkaar lijken. Zo had AMC lichte tweetakten tot 250 cc (Francis-Barnett en James) en zware modellen (AJS en Matchless). Van de grote merken was alleen Norton nog zelfstandig, maar ook dat merk werd in 1953 onder de vlag van AMC gebracht. Norton bleef de badge-engineering bespaard. Dat kon onder leiding van Bert Hopwood eigen modellen ontwikkelen en was naast Francis-Barnett het enige AMC-merk dat winst boekte. Hopwood werd zelfs nog even directeur van AMC, maar vertrok rond 1960 naar zijn oude werkgever Triumph.
Het resultaat van de samenvoeging was dat vanaf halverwege de jaren vijftig James en Francis-Barnett vrijwel dezelfde motorfietsen maakten. De 150cc-James Cadet L15 was de Francis-Barnett Plover, de 200cc-James Captain was Francis-Barnett Falcon 70, de 225cc-James Cavalier was Francis-Barnett Cruiser 75 en de 250cc-James Commodore was Francis-Barnett Cruiser 80. De toevoeging bij AMC zorgde er wel voor dat James-motorfietsen soms werden uitgerust met eigen AMC-motorblokken en dat ze ook profiteerden van de ontwikkeling van veersystemen waar vooral bij Norton aan gewerkt werd.

#### Modellenoverzicht jaren vijftig
| James  | 1950                                                     | 1951                                                        | 1952                                                           | 1953                                                                 | 1954                                       | 1955                                       | 1956                                                    | 1957                                 | 1958                                 | 1959                                      |
| ------ | -------------------------------------------------------- | ----------------------------------------------------------- | -------------------------------------------------------------- | -------------------------------------------------------------------- | ------------------------------------------ | ------------------------------------------ | ------------------------------------------------------- | ------------------------------------ | ------------------------------------ | ----------------------------------------- |
| 98 cc  | Autocycle Superlux Comet Deluxe Comet Standard           | Autocycle Superlux Comet Deluxe Comet Standard Commodore J4 | Autocycle Superlux Comet Deluxe Comet Standard Commodore J4    | Autocycle Superlux Comet J10 Standard Comet J3 Deluxe Commodore J4   | Comet J11                                  | Comet J11                                  | Comet L1                                                | Comet L1                             | Comet L1                             | Comet L1                                  |
| 125 cc | Cadet Deluxe Cadet Standard                              | Cadet Deluxe Cadet Standard                                 | Cadet Deluxe Cadet J6 Deluxe Cadet Standard                    | Cadet J5 Cadet J6 Deluxe                                             | Cadet J5                                   |                                            |                                                         |                                      |                                      |                                           |
| 150 cc |                                                          |                                                             |                                                                |                                                                      |                                            | Cadet J15                                  | Cadet L15                                               | Cadet L15                            | Cadet L15                            | Cadet L15 Cadet L15A                      |
| 175 cc |                                                          |                                                             |                                                                |                                                                      |                                            |                                            |                                                         |                                      | Cavalier L17                         | Cavalier L17                              |
| 200 cc | Captain Deluxe Captain J8 Deluxe Captain Standard Trials | Captain Deluxe Captain J8 Deluxe Captain Standard Trials    | Captain Deluxe Captain J8 Deluxe Captain Standard Colonel Mk I | Captain Deluxe Captain J8 Deluxe Captain Standard Commando J9 Trials | Captain K7 Commando J9 Trials Cotswold K7C | Captain K7 Commando J9 Trials Cotswold K7C | Captain K7 Commando J9 Trials Commando K7T Cotswold K7C | Captain K7 Commando K7T Cotswold K7C | Captain K7 Commando K7T Cotswold K7C | Captain K7                                |
| 225 cc |                                                          |                                                             |                                                                |                                                                      | Colonel K12                                | Colonel K12                                | Colonel K12                                             | Colonel K12                          |                                      |                                           |
| 250 cc |                                                          |                                                             |                                                                |                                                                      |                                            |                                            |                                                         | Commodore L25                        | Commodore L25                        | Commodore L25 Commando L25T Cotswold L25S |

### Jaren zestig
James begon aan de jaren zestig met modellen van 98- tot 250 cc, toermodellen, sportmodellen, trialmotoren en scramblers. De concurrentie uit Japan was toen al zichtbaar. Honda timmerde aan de weg met goede resultaten in de Isle of Man TT en Yamaha had met de YDS-1 een sterke en sportieve 250cc-machine. Uiteindelijk ontwikkelde AMC voor James en Francis-Barnett ook een 250cc-tweecilinder, de James Superswift. Daarvoor moest men een beroep doen op Dennis Poore, inmiddels eigenaar van Villiers, die de motor leverde. Het kon het bedrijf niet redden. Nu alleen Norton en Francis-Barnett nog een bescheiden winst boekten, kon AMC niet zelfstandig blijven bestaan. Het werd in 1966 verkocht aan Dennis Poore, de Norton-Villiers oprichtte, maar de namen AJS, Marchless, James en Francis-Barnett verdwenen.

#### Modellenoverzicht jaren zestig
| 98 cc  | Comet L1                                  | Comet L1                                  | Comet L1                                             | Comet L1                                                | Comet L1                                                     |                                               |                                               |  |  |  |
| 150 cc | Cadet L15A SC1                            | Cadet L15A SC1 SC4                        | Cadet L15A SC1 SC4                                   | Cadet M15 SC1 SC4                                       | Cadet M15 SC1 SC4                                            | Cadet M15 Cadet M16                           | Cadet M16                                     |  |  |  |
| 200 cc | Captain L20                               | Captain L20, Sports Captain L20S          | Captain L20, Sports Captain L20S                     | Captain L20, Sports Captain L20S                        | Captain L20, Sports Captain L20S                             | Captain L20, Sports Captain L20S              | Captain L20, Sports Captain L20S              |  |  |  |
| 250 cc | Commodore L25 Commando L25T Cotswold L25S | Commodore L25 Commando L25T Cotswold L25S | Commodore L25 Commando L25T Cotswold L25S Superswift | Superswift Sports Superswift Trials M25T Scrambler M25R | Sports Superswift Trials M25T Scrambler M25R Scrambler M25RS | Sports Superswift Trials M25T Scrambler M25RS | Sports Superswift Trials M25T Scrambler M25RS |  |  |  |